# Ruderblatt

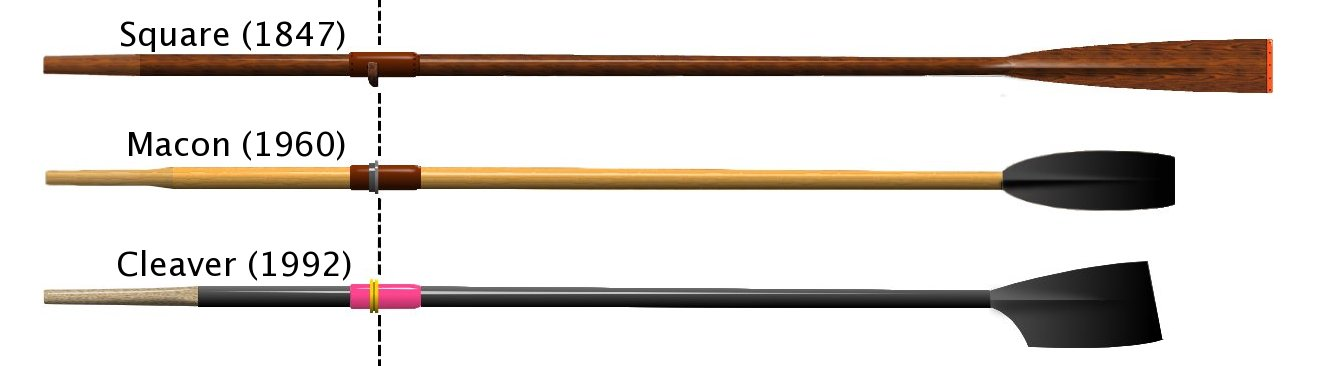
Riemen mit verschiedenen Blättern am äußeren Ende (rechts)

Als Ruderblatt wird das flach ausgeprägte Ende eines Skulls oder Riemens im Rudersport bezeichnet.

## Beschreibung
Während der Druckphase eines Ruderschlages steht das Ruderblatt aufrecht im Wasser und stellt näherungsweise den Angelpunkt des als Hebel aufgefassten Skulls oder Riemens dar. Über die Dolle kann der Ruderer so eine Vortriebskraft auf den Bootskörper ausüben. Fälschlicherweise wird häufig angenommen, das Ruderblatt sei das Ende des Lastarmes, und die Dolle sei der Angelpunkt des Skulls oder Riemens.
In der Überwasserphase des Ruderschlages werden Ruderblätter üblicherweise flachgedreht und frei vom Wasser geführt, um den Bewegungswiderstand gegen Luft und Wasser zu verringern.

## Fertigungsmaterialien
Für die Fertigung eines Ruderblattes können verschiedene Fertigungsmaterialien genutzt werden. Bis etwa Mitte der 1980er-Jahre wurden Skulls und Riemen weitestgehend aus Fichtenholz gebaut, was auch für die Ruderblätter galt. Nachdem die Firma Concept2 neue Ruder mit einem Kohlefaserschaft entwickelte und damit asymmetrische Blattformen ermöglichte, setzten sich sehr schnell neue Fertigungsmaterialien durch. Diese versprachen eine höhere Robustheit bei gleichzeitig niedrigerem Gewicht und einer effizienteren Blattform. Moderne Ruderblätter sind aus Kunststoffen gefertigt.

## Bauformen
Die Bauform von Ruderblättern ist nur durch wenige Regularien begrenzt. Aus Sicherheitsgründen müssen nach den „Rules of Racing“ des Weltruderverbandes die Blätter von Riemen mindestens 5 mm stark sein, die von Skulls mindestens 3 mm. Darüber hinaus existieren keine baulichen Beschränkungen, so dass die weitere Form weitestgehend anhand von Erkenntnissen über die Antriebseffizienz verschiedener Blattformen, aber auch rudertechnischer Bedürfnisse festgelegt wird. Da besonders effiziente Blätter auch hohe Anforderungen an die Kondition der Ruderer stellen, existiert heute ein weiter Markt mit sehr verschiedenen Blattformen für spezielle Einsatzszenarien.
Die für das Rennrudern erhältlichen Ruderblätter sind vor allem unter fluiddynamischen Aspekten optimiert worden, um eine größtmögliche Effizienz zu erreichen (geringer Schlupf im Wasser). Damit verbunden ist ein Trend zu größeren Blättern bei gleichzeitig abnehmender Gesamtlänge der Ruder. Weitere Optimierungsparameter sind die Blattwölbung und -profilierung. Das optionale Anbringen einer sogenannten „Vortexkante“ in Form einer zusätzlichen CFK-Leiste an der äußeren Kante des Ruderblattes dient ebenfalls der Verbesserung der Ruderblatteffizienz.
Die wichtigsten Grundtypen der Ruderblätter sind im Folgenden beschrieben.

### Macon-Blatt

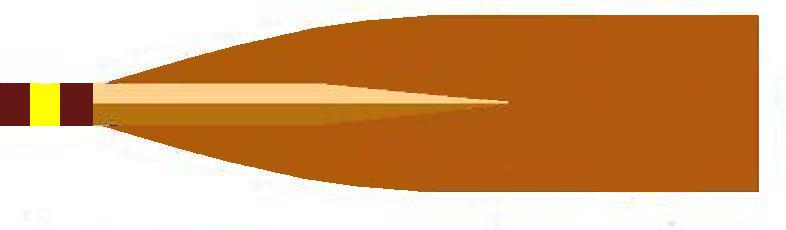
Ein „Macon-Blatt“

Als „Macon-Blatt“ werden symmetrische Ruderblätter mit einer sogenannten Rippe auf der Blattvorderseite bezeichnet. Diese Blattform entwickelte sich bei den Ruder-Europameisterschaften 1959 im französischen Mâcon zum Standard. Der Ratzeburger Rudertrainer Karl Adam entwickelte in den 1950er-Jahren eine ganze Reihe neuer Blattformen als Weiterentwicklung wesentlich älterer Ruderblätter. Da sein Deutschland-Achter mit den neuen Blättern in Mâcon überzeugend die Goldmedaille erringen konnte, setzten sich seine Ideen durch. Die vorher eingesetzten älteren Blattformen hatten ebenfalls eine symmetrische Form, waren aber im Vergleich zum neuen Macon-Blatt erheblich länger und etwas schmaler.
Das Macon-Blatt ist als kleinere und damit leichtere der gängigen Bauformen das vorgeschriebene Ruderblatt für den Kinderbereich. Im Breitensport und im Wanderrudern ist diese Blattform ebenfalls bis heute die am häufigsten eingesetzte Form.
Je nach Hersteller und Typ ist ein für Riemen bestimmtes Macon-Blatt etwa 58 cm lang und zwischen 16 und 18 cm breit und hat eine Fläche von etwa 971 Quadratzentimetern. Als kleinere Ausführung für Skulls ist es etwa 50 cm lang und rund 14 cm breit mit einer Fläche von etwa 695 Quadratzentimetern.

### Big Blade

Ein „Big Blade“ (weiße Fläche) mit Rippe

Mit dem Einsatz neuer Fertigungsmaterialien durch die Firma Concept2 ab etwa den 1980er-Jahren konnten erstmals asymmetrische Blätter mit einer Rippe auf der Vorderseite gebaut werden: die sogenannten „Big Blades“ (auch bezeichnet als: Schaufel, Hackebeil, Cleaver oder einfach Blades). Die Idee dazu war bereits wesentlich älter, so existierte etwa um 1880 bereits das asymmetrische „Davis-Blatt“. In der Holzbauweise waren asymmetrische Blätter aber nicht brauchbar zu fertigen.
Die technischen Entwicklungen führten auch zu einer Veränderung der Rudertechnik. Durch grundsätzlich leichtere Ruder wurde die verlustreiche Stampfbewegung durch das Abhebeln reduziert. Die Big Blades selbst machten schnellere Umkehrpunkte der Ruderblätter und gleichzeitig ein sauberes Ausheben aus dem Wasser notwendig. Bei einer sehr guten Rudertechnik bieten die Big Blades gegenüber den Macon-Blättern einen Vorteil von etwa 1 bis 2 %.
Je nach Hersteller und Typ ist ein Riemenblatt zwischen 50 und 60 cm lang und zwischen 20 und 30 cm breit. Es hat eine Fläche von etwa 1100 bis 1200 Quadratzentimetern. Ein Skullblatt ist etwa 44 cm lang und rund 22 cm breit mit einer Fläche von etwa 780 Quadratzentimetern.
Neben dem ursprünglichen Big Blade haben sich mit der Zeit weitere Nebentypen etabliert. Hintergrund dieser Tatsache ist, dass sich die an sich schon gute Blatteffizienz des Big Blades durch eher kleine Veränderungen noch verbessern ließ. Durch das Weglassen der Rippe auf der Blattvorderseite und eine veränderte Blattkrümmung wird der Schlupf im ersten Teil des Ruderschlages verringert, das Blatt ist effizienter. Diese Typen werden auch als „Smoothie“ und „Fat Blade“ bezeichnet.

## Lackierung

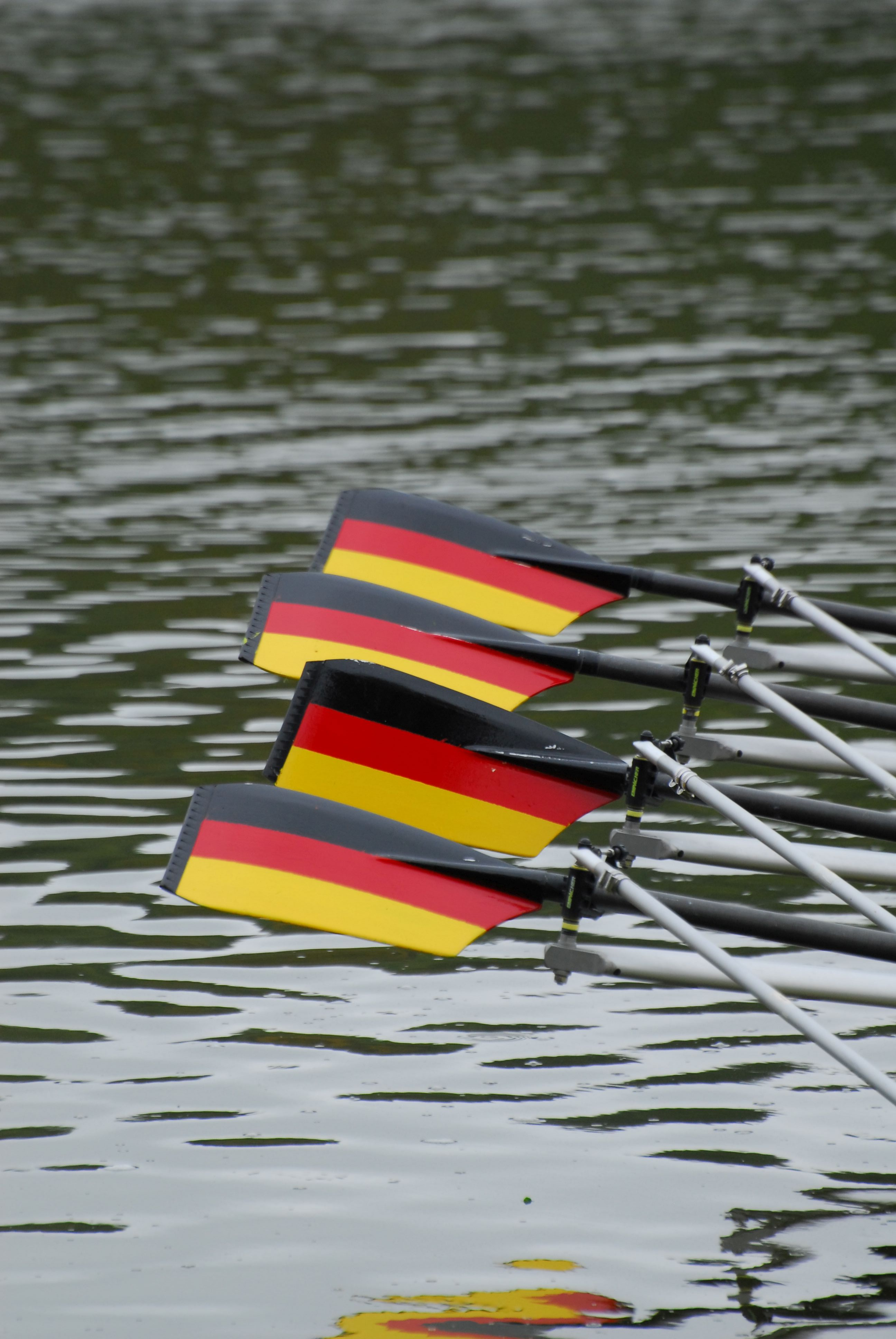
Big Blades mit der Flagge Deutschlands in einem Doppelvierer

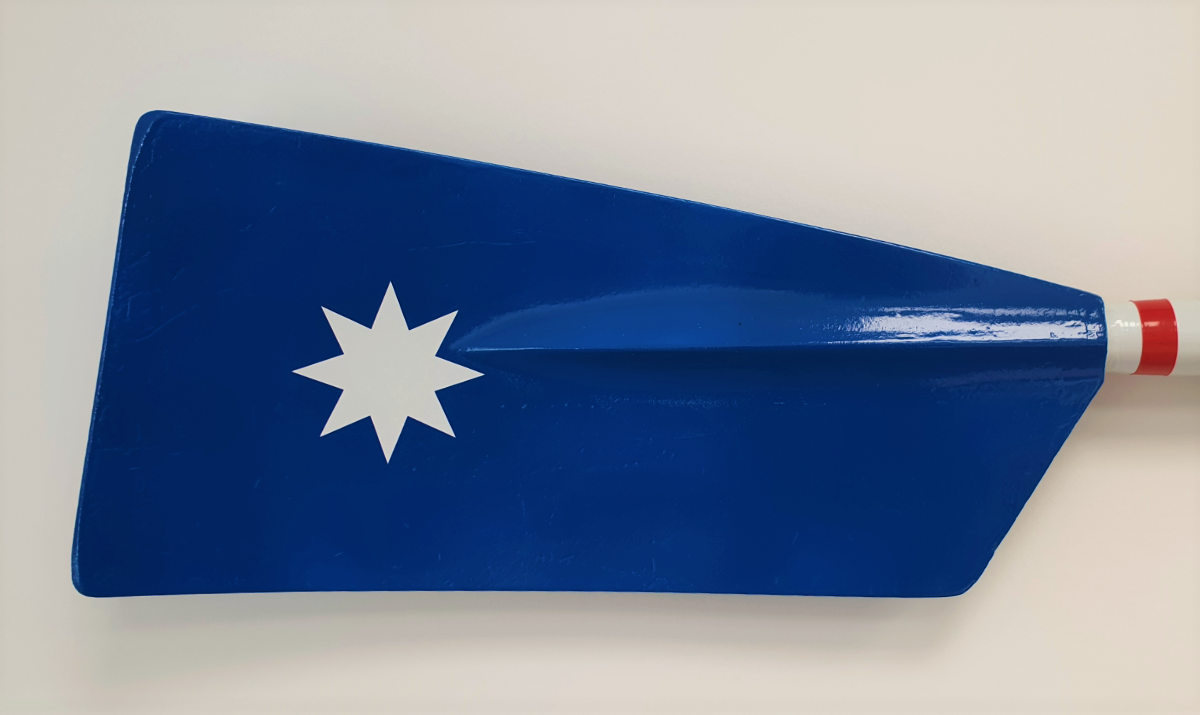
Ruderblatt in individuellem Vereinsdesign

Die im Rennrudern verwendeten Ruderblätter sind zumeist in speziellen Farben lackiert, beispielsweise im Vereinsdesign oder auf internationaler Ebene in Landesfarben.
Ruderblätter werden einerseits in unterschiedlichen Farben lackiert, um die Ruderboote während einer Ruderregatta auch aus größerer Entfernung unterscheiden zu können. Andererseits ist auch die schnelle Erkennbarkeit der eigenen Skulls und Riemen wichtig, um versehentliche Vertauschungen zu vermeiden.